# Alexy Bosetti
Alexy Bosetti (ur. 23 kwietnia 1993 w Nicei) – francuski piłkarz występujący na pozycji napastnika, zawodnik amerykańskiego klubu El Paso Locomotive FC.

## Życiorys

### Kariera klubowa
Od 2009 szkolił się w szkółce piłkarskiej OGC Nice. 21 sierpnia 2012 zadebiutował w drużynie zawodowej OGC Nice na szczeblu Ligue 1.
Następnie występował w klubach: Tours FC, Sarpsborg 08 FF, Stade Lavallois i OKC Energy FC.
15 sierpnia 2019 podpisał kontrakt z amerykańskim klubem El Paso Locomotive FC, umowa do 30 listopada 2019; bez odstępnego.

### Kariera reprezentacyjna
W 2012 roku Bosetti zadebiutował w reprezentacji Francji U-20.

## Statystyki

### Klubowe
| Sezon     | Klub     | Kraj    | Rozgrywki | Mecze | Bramki | Rozgrywki Europy | Mecze | Bramki |
| --------- | -------- | ------- | --------- | ----- | ------ | ---------------- | ----- | ------ |
| 2011/2012 | OGC Nice | Francja | Ligue 1   | 1     | 0      | –                | –     | –      |
| 2012/2013 | OGC Nice | Francja | Ligue 1   | 27    | 0      | –                | –     | –      |
| 2013/2014 | OGC Nice | Francja | Ligue 1   | 20    | 5      | Liga Europy UEFA | 2     | 0      |
| 2014/2015 | OGC Nice | Francja | Ligue 1   | 13    | 3      | –                | –     | –      |

Stan na: 9 grudzień 2014 r.

## Sukcesy

### Klubowe
OGC Nice
- Coupe Gambardella najlepszy bramkarz w Ligue 2: 2012

### Reprezentacyjne
Francja
- Mistrzostwa świata U-20 w piłce nożnej: 2013